# Aeonium urbicum
Aeonium urbicum (C.Sm.) Webb & Berthel. es una especie de planta fanerógama tropical con hojas suculentas del género Aeonium en la familia de las crasuláceas.

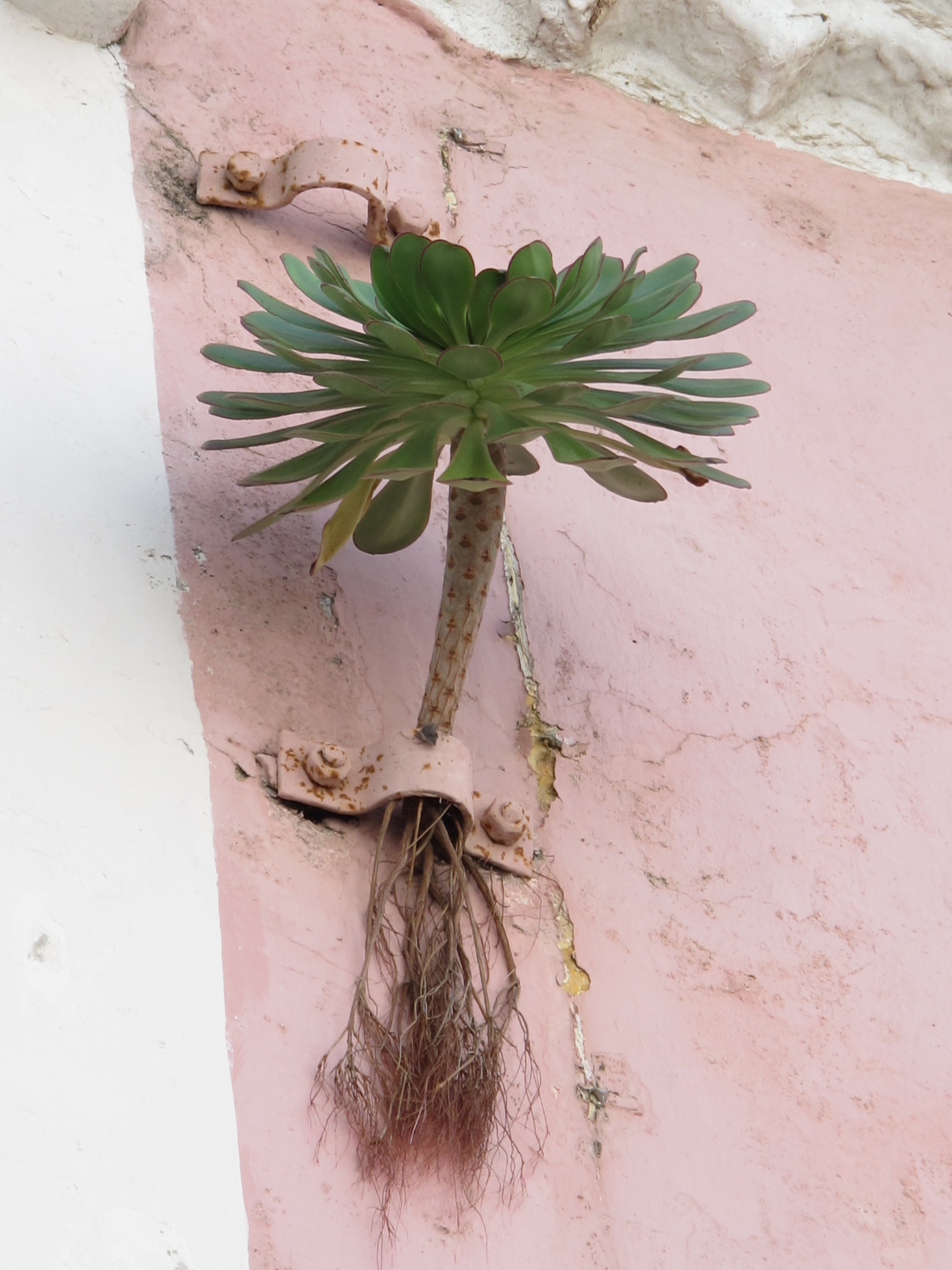
En una pared

## Distribución geográfica
Aeonium urbicum es un endemismo de Tenerife en las Islas Canarias.

## Descripción
Pertenece al grupo de especies arbustivas que poseen tallos sin ramificar con una roseta que tiene hasta 50 cm (centímetros) de diámetro. Se diferencia de especies similares, como Aeonium appendiculatum Bañares por sus inflorescencias piramidales de gran tamaño que alcanza los 90 cm de altura, que son glabras y con flores rosadas o blanco-verdosas, cuyos estilos apicales son divergentes. Los tallos son escamosos. La planta en general, muere después de florecer.

## Taxonomía
Aeonium urbicum fue descrita por (C.Sm.) Webb & Berthel. y publicado en Historia Natural de las Islas Canarias 2(1): 194. 1841.
Etimología
Véase Aeonium
urbicum: epíteto que procede del latín y significa "urbano", haciendo referencia a que es frecuente encontrar esta planta creciendo en paredes o tejados de viviendas.
Sinonimia
- Aeonium pseudourbicum Bañares
- Sempervivum urbicum Chr.Sm. ex Buch[4]